# 쇼준
쇼준(일본어: 尚順/しょう じゅん, 1873년 5월 2일 - 1945년 6월 17일)은 류큐국의 마지막 왕인 쇼타이 왕의 4번째 아들이다. 남작으로 귀족원의원으로도 지냈다. 그는 류큐 신보, 오키나와 은행의 창립자이다.

## 생애
쇼준은 1873년 5월 2일(음력 4월 6일)에 쇼타이 왕의 4번째 왕자로 태어났다. 
류큐 처분으로 인해 류큐국이 멸망되면서, 당시 7살이었던 그는 아버지와 함께 도쿄로 상경했다. 1892년에 20살이 될 때에 형인 쇼인과 함께 오키나와로 귀향했다. 그 후 다음해인 1893년에 류큐 신보를 창립하고 1899년에는 오키나와 은행을 창립했다. 도바루 농원을 창립하고 파인애플이나 여러 아열대 식물을 오키나와에 이입했다. 쇼준에겐 6명의 남자와 10명의 여자가 있었는데 오키나와 전투때 일부 가족과 함께 사망했다. 사망했을 때 그의 나이는 72살이었다.

## 같이 보기
- 도바루 농원